# Lichtel
Lichtel ist ein Wohnplatz auf der Gemarkung des Creglinger Stadtteils Oberrimbach im Main-Tauber-Kreis im fränkisch geprägten Nordosten Baden-Württembergs.

## Geschichte
Der Ort wurde im Jahre 1224 erstmals urkundlich als Lichtal erwähnt. Im 13. Jahrhundert war Lichtel Besitz der Herren von Hohenlohe. Die ehemalige Burg Lichtel wurde im Jahre 1235 dem Erzstift Köln zu Lehen aufgetragen. Im Jahre 1324 vermachte Hohenlohe die Burg und das Dorf Lichtel mit allen Rechten dem Deutschen Orden. Lichtel war daraufhin vorübergehend Sitz eines Ordensgeistlichen. Seit 1340 war das Hochstift Würzburg Mitbesitzer der Herrschaft Lichtel, ab 1349/50 überwiegender Inhaber. Im 14. Jahrhundert benannten sich hohenlohische Vasallen nach Lichtel und hatten um 1350 Anteil an der Burg und der Herrschaft. Daneben besaß auch Hohenlohe noch Rechte an der Burg. Im Jahre 1353 erhielt Lichtel das Marktrecht mit Befestigung, Stock und Galgen, Zwing und Bann und allen Freiheiten der nächstgelegenen Reichsstadt. Im Jahre 1399 erfolgte der Verkauf der gesamten Herrschaft mit Halsgericht, Vogtei, Kirchensatz und allen Leuten an die Stadt Rothenburg ob der Tauber. Im Jahre 1381 verbrannte die Burg Lichtel im Städtekrieg, bevor sie 1407/08 endgültig zerstört wurde. Heute sind mit einem Graben nur noch wenige Reste der Befestigung des Ortes Lichtel erhalten. Im Jahre 1803 kam Lichtel mit Rothenburg an Bayern und 1810 mit dem Grenzvertrag zwischen Bayern und Württemberg wiederum an Württemberg. Seitdem war das Oberamt Mergentheim bzw. der spätere Landkreis Mergentheim zuständig.
Der Ort kam als Teil der ehemals selbständigen Gemeinde Oberrimbach am 1. Februar 1972 zur Stadt Creglingen.

## Religion

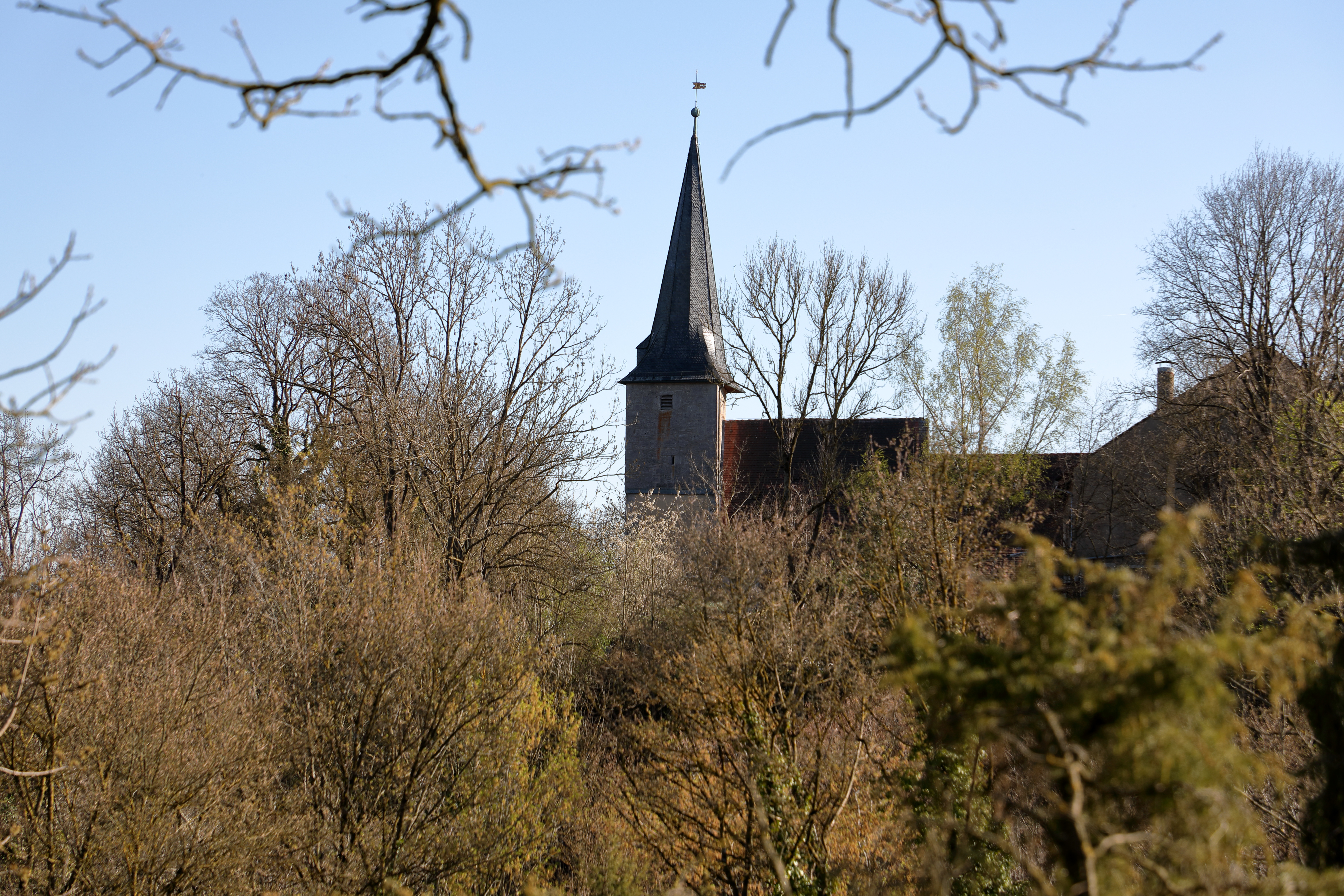
Blick auf die evangelische Nikolauskirche in Lichtel

Im Jahre 1342 wurde erstmals eine Pfarrkirche im Ort genannt. Das Patronat der Kirche war wahrscheinlich St. Nikolaus. Die heutige, evangelische Nikolauskirche ist zugleich für Oberrimbach zuständig. Sie wird zurzeit von Schmerbach aus versorgt.

## Kultur und Sehenswürdigkeiten

### Kulturdenkmale
Kulturdenkmale in der Nähe des Wohnplatzes sind in der Liste der Kulturdenkmale in Creglingen verzeichnet.

### Rad- und Wanderwege
Lichtel liegt am Radweg Liebliches Taubertal – der Sportive.

## Verkehr
Der Ort ist über die K 2867 sowie über zwei von der L 1020 abzweigende Straßen. Im Ort befindet sich die gleichnamige Straße Lichtel.

## Söhne und Töchter des Ortes
- Rudolph Leipprand (1829–1901), Kaufmann und Abgeordneter
- Julius Leipprand (1830–1899), Oberamtmann